# Campeonato Ecuatoriano de Fútbol Serie A 2012
 Campeonato Ecuatoriano de Fútbol Serie A 2012 är den högsta divisionen i fotboll i Ecuador för säsongen 2012 och består av två mästerskap - Torneo Apertura och Torneo Clausura. Vardera mästerskap består av tolv lag som spelade en match hemma och en match borta vilket innebar 22 matcher per lag och mästerskap. Primera División kvalificerar även lag till Copa Sudamericana 2012, Copa Libertadores 2013 och Copa Sudamericana 2013.

## Poängtabeller
| Nr | Lag                   | S  | V  | O  | F  | GM | IM | MS  | P  |
| -- | --------------------- | -- | -- | -- | -- | -- | -- | --- | -- |
| 1  | Barcelona             | 22 | 10 | 8  | 4  | 33 | 15 | +18 | 38 |
| 2  | LDU Loja              | 22 | 10 | 8  | 4  | 25 | 18 | +7  | 38 |
| 3  | Emelec                | 22 | 11 | 4  | 7  | 39 | 23 | +16 | 37 |
| 4  | Independiente         | 22 | 10 | 7  | 5  | 29 | 20 | +9  | 37 |
| 5  | Deportivo Cuenca      | 22 | 11 | 3  | 8  | 24 | 26 | −2  | 36 |
| 6  | LDU Quito             | 22 | 8  | 10 | 4  | 32 | 22 | +10 | 34 |
| 7  | Deportivo Quito       | 22 | 8  | 7  | 7  | 34 | 23 | +11 | 31 |
| 8  | El Nacional           | 22 | 8  | 5  | 9  | 24 | 34 | −10 | 29 |
| 9  | Manta                 | 22 | 7  | 6  | 9  | 22 | 23 | −1  | 27 |
| 10 | Macará                | 22 | 5  | 6  | 11 | 19 | 33 | −14 | 21 |
| 11 | Técnico Universitario | 22 | 4  | 6  | 12 | 18 | 32 | −14 | 18 |
| 12 | Olmedo                | 22 | 4  | 2  | 16 | 14 | 44 | −30 | 14 |

| Nr | Lag                   | S  | V  | O | F  | GM | IM | MS  | P  |
| -- | --------------------- | -- | -- | - | -- | -- | -- | --- | -- |
| 1  | Barcelona             | 22 | 13 | 6 | 3  | 42 | 19 | +23 | 45 |
| 2  | Emelec                | 22 | 11 | 4 | 7  | 28 | 26 | +2  | 37 |
| 3  | LDU Quito             | 22 | 9  | 8 | 5  | 26 | 20 | +6  | 35 |
| 4  | Independiente         | 22 | 9  | 4 | 9  | 22 | 25 | −3  | 31 |
| 5  | Técnico Universitario | 22 | 8  | 7 | 7  | 27 | 34 | −7  | 31 |
| 6  | Manta                 | 22 | 8  | 6 | 8  | 27 | 22 | +5  | 30 |
| 7  | Macará                | 22 | 9  | 2 | 11 | 27 | 29 | −2  | 29 |
| 8  | LDU Loja              | 22 | 7  | 6 | 9  | 28 | 29 | −1  | 27 |
| 9  | Deportivo Cuenca      | 22 | 7  | 6 | 9  | 20 | 23 | −3  | 27 |
| 10 | Deportivo Quito       | 22 | 6  | 7 | 9  | 14 | 25 | −11 | 25 |
| 11 | El Nacional           | 22 | 5  | 8 | 9  | 24 | 28 | −4  | 23 |
| 12 | Olmedo                | 22 | 5  | 6 | 11 | 22 | 27 | −5  | 21 |

## Sammanlagd tabell
| Nr | Lag                   | S  | V  | O  | F  | GM | IM | MS  | P  |
| -- | --------------------- | -- | -- | -- | -- | -- | -- | --- | -- |
| 1  | Barcelona             | 44 | 23 | 14 | 7  | 75 | 34 | +41 | 83 |
| 2  | Emelec                | 44 | 22 | 8  | 14 | 67 | 49 | +18 | 74 |
| 3  | LDU Quito             | 44 | 17 | 18 | 9  | 58 | 42 | +16 | 69 |
| 4  | Independiente         | 44 | 19 | 11 | 14 | 51 | 45 | +6  | 68 |
| 5  | LDU Loja              | 44 | 17 | 14 | 13 | 53 | 47 | +6  | 65 |
| 6  | Deportivo Cuenca      | 44 | 18 | 9  | 17 | 44 | 49 | −5  | 63 |
| 7  | Manta                 | 44 | 15 | 12 | 17 | 49 | 45 | +4  | 57 |
| 8  | Deportivo Quito       | 44 | 14 | 14 | 16 | 48 | 48 | 0   | 56 |
| 9  | El Nacional           | 44 | 13 | 13 | 18 | 48 | 62 | −14 | 52 |
| 10 | Macará                | 44 | 14 | 8  | 22 | 46 | 62 | −16 | 50 |
| 11 | Técnico Universitario | 44 | 12 | 13 | 19 | 45 | 66 | −21 | 49 |
| 12 | Olmedo                | 44 | 9  | 8  | 27 | 36 | 71 | −35 | 35 |

Färgkoder:
     – Kvalificerade för både Copa Libertadores 2013 och Copa Sudamericana 2013.

     – Kvalificerade för playoff till Copa Libertadores 2013.

     – Kvalificerade för playoff till Copa Sudamericana 2013.

     – Nedflyttade till en lägre division.

## Final
Det spelades ingen final, eftersom Barcelona vann båda serierna.

## Playoff-spel
I playoff-spelet till Copa Sudamericana så var båda lagen kvalificerade för turneringen, de spelade om i vilken rankning de skulle gå in i turneringen med. I playoff-spelet till Copa Libertadores/Copa Sudamericana så blev det vinnande laget kvalificerat till både Copa Libertadores och Copa Sudamericana och fick även en högre ranking i den förra turneringen.
- Copa Sudamericana
  - LDU Loja 2–0 Independiente (1–0, 1–0)
- Copa Libertadores/Copa Sudamericana
  - LDU Quito 1–3 Emelec (1–2, 0–1)